# 蘇薩孔
蘇薩孔是哥倫比亞的城鎮，位於該國東北部，由博亞卡省負責管轄，面積193平方公里，海拔高度2,480米，主要經濟活動有農業、畜牧業、漁業和手工藝，2005年人口3,550。
6°14′N 72°42′W / 6.233°N 72.700°W